# Little Cauldron Burn
Der Little Cauldron Burn ist ein Wasserlauf in Dumfries and Galloway, Schottland. Er entsteht nordöstlich des Ettrick Pen und fließt in südöstlicher Richtung bis zu seinem Zusammenfluss mit dem Muckle Cauldron Burn zum Strongcleuch Burn.